# Leichtathletik-Europameisterschaften 1954/200 m der Männer

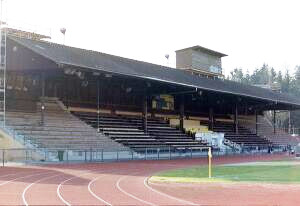
Tribüne des Stadions Neufeld in Bern

Der 200-Meter-Lauf der Männer bei den Leichtathletik-Europameisterschaften 1954 wurde am 28. und 29. August 1954 im Stadion Neufeld in Bern ausgetragen.
Europameister wurde der Deutsche Heinz Fütterer, der damit seine zweite Goldmedaille bei diesen Europameisterschaften gewann. Den zweiten Platz belegte der 400-Meter-Europameister Ardalion Ignatiew aus der Sowjetunion. Bronze ging an den Briten George Ellis.

## Rekorde

### Bestehende Rekorde
| Weltrekord           | 20,6 s | Andy Stanfield           | Los Angeles, USA                     | 28. Juni 1952      |
| Europarekord         | 20,9 s | Emmanuel McDonald Bailey | Colombes, Frankreich                 | 10. September 1950 |
| Europarekord         | 20,9 s | Emmanuel McDonald Bailey | Belgrad, Jugoslawien (heute Serbien) | 26. August 1951    |
| Europarekord         | 20,9 s | Emmanuel McDonald Bailey | London, Großbritannien               | 24. Mai 1952       |
| Europarekord         | 20,9 s | Emmanuel McDonald Bailey | Berlin, BR Deutschland               | 21. September 1952 |
| Meisterschaftsrekord | 21,2 s | Martinus Osendarp        | EM Paris, Frankreich                 | 4. September 1938  |

Anmerkung zu Welt- und Europarekord:

Seit 1951 wurden nur noch solche Rekorde anerkannt, die auf Bahnen mit voller Kurve aufgestellt wurden. Auf geraden Bahnen hatten die beiden US-Amerikaner Jesse Owens (1935) und Mel Patton (1948) 20,3 s erzielt. Europarekordinhaber auf gerader Bahn war zuletzt der Deutsche Helmut Körnig mit 20,9 s aus dem Jahr 1928.

### Rekordverbesserungen / -egalisierung
Der bestehende EM-Rekord wurde zweimal verbessert. Außerdem gab es eine Egalisierung des Europarekords sowie die Steigerung eines Landesrekords.
- Meisterschaftsrekord:
  - 21,1 s (Verbesserung) – Heinz Fütterer (BR Deutschland), Halbfinale am 28. August
  - 20,9 s (Verbesserung) – Heinz Fütterer (BR Deutschland), Finale am 29. August
- Europarekord:
  - 20,9 s (Egalisierung) – Heinz Fütterer (BR Deutschland), Finale am 29. August
- Landesrekord:
  - 21,3 s (Verbesserung) – Jan Carlsson (Schweden), Vorlauf am 28. August

## Vorrunde
28. August 1954, 15:15 Uhr
Die Vorrunde wurde in sechs Läufen durchgeführt. Die ersten beiden Athleten pro Lauf – hellblau unterlegt – qualifizierten sich für das Halbfinale.

### Vorlauf 1
| Platz | Name               | Nation         | Zeit (s) |
| ----- | ------------------ | -------------- | -------- |
| 1     | George Ellis       | Großbritannien | 21,3     |
| 2     | Jan Carlsson       | Schweden       | 21,3 NR  |
| 3     | Zdobysław Stawczyk | Polen          | 21,5     |
| 4     | Gert Lemmes        | Saarland       | 22,0     |
| 5     | Todori Yordanidis  | Griechenland   | 22,5     |

### Vorlauf 2
| Platz | Name              | Nation         | Zeit (s) |
| ----- | ----------------- | -------------- | -------- |
| 1     | Ardalion Ignatiew | Sowjetunion    | 21,5     |
| 2     | Ilarie Magdas     | Rumänien       | 21,9     |
| 3     | Kaj Månsson       | Schweden       | 21,9     |
| 4     | Angel Gawrilow    | Bulgarien      | 22,3     |
| 5     | Kurt Heidrich     | Saarland       | 22,5     |
| DSQ   | Leonhard Pohl     | BR Deutschland |          |

### Vorlauf 3
| Platz | Name              | Nation         | Zeit (s) |
| ----- | ----------------- | -------------- | -------- |
| 1     | Heinz Fütterer    | BR Deutschland | 21,4     |
| 2     | Aad van Hardeveld | Niederlande    | 21,6     |
| 3     | Carlos Germonprez | Belgien        | 22,0     |
| 4     | Josef Wimmer      | Österreich     | 22,1     |

### Vorlauf 4
| Platz | Name                  | Nation         | Zeit (s) |
| ----- | --------------------- | -------------- | -------- |
| 1     | Brian Shenton         | Großbritannien | 21,6     |
| 2     | Juri Konowalow        | Sowjetunion    | 21,8     |
| 3     | Angel Kolev           | Bulgarien      | 21,9     |
| 4     | Nikolaos Georgopoulos | Griechenland   | 22,2     |
| 5     | Daniel Meneux         | Frankreich     | 22,3     |
| 6     | Muzaffer Selvi        | Türkei         | 22,5     |

### Vorlauf 5
| Platz | Name               | Nation           | Zeit (s) |
| ----- | ------------------ | ---------------- | -------- |
| 1     | Ásmundur Bjarnason | Island           | 21,7     |
| 2     | Václav Janeček     | Tschechoslowakei | 21,7     |
| 3     | József Senkei      | Ungarn           | 22,0     |
| 4     | Jacques Vercruysse | Belgien          | 22,0     |
| 5     | Pierre Coelembier  | Frankreich       | 22,1     |
| 6     | Willy Eichenberger | Schweiz          | 22,4     |

### Vorlauf 6
| Platz | Name                | Nation      | Zeit (s) |
| ----- | ------------------- | ----------- | -------- |
| 1     | Theo Saat           | Niederlande | 21,8     |
| 2     | Hans Wehrli-Frei    | Schweiz     | 21,9     |
| 3     | Alexandru Stoenescu | Rumänien    | 22,4     |

## Halbfinale
28. August 1954, 17:20 Uhr
In den beiden Halbfinalläufen qualifizierten sich die jeweils ersten drei Athleten – hellblau unterlegt – für das Finale.

### Lauf 1

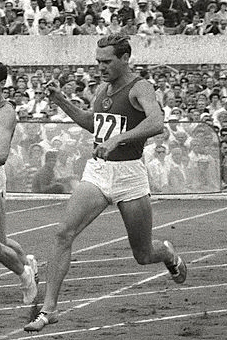
Juri Konowalow war hier noch nicht stark genug, um das Halbfinale zu überstehen und schied als Fünfter des zweiten Laufs aus

| Platz | Name              | Nation           | Zeit (s) |
| ----- | ----------------- | ---------------- | -------- |
| 1     | George Ellis      | Großbritannien   | 21,3     |
| 2     | Ardalion Ignatiew | Sowjetunion      | 21,3     |
| 3     | Václav Janeček    | Tschechoslowakei | 21,4     |
| 4     | Aad van Hardeveld | Niederlande      | 21,4     |
| 5     | Hans Wehrli-Frei  | Schweiz          | 21,6     |
| 6     | Ilarie Magdas     | Rumänien         | 21,8     |

### Lauf 2
| Platz | Name               | Nation         | Zeit (s) |
| ----- | ------------------ | -------------- | -------- |
| 1     | Heinz Fütterer     | BR Deutschland | 21,1 ER  |
| 2     | Jan Carlsson       | Schweden       | 21,4     |
| 3     | Brian Shenton      | Großbritannien | 21,4     |
| 4     | Ásmundur Bjarnason | Island         | 21,6     |
| 5     | Juri Konowalow     | Sowjetunion    | 21,7     |
| 6     | Theo Saat          | Niederlande    | 22,1     |

## Finale

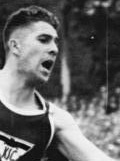
Heinz Fütterer – Doppeleuropameister mit Europarekord
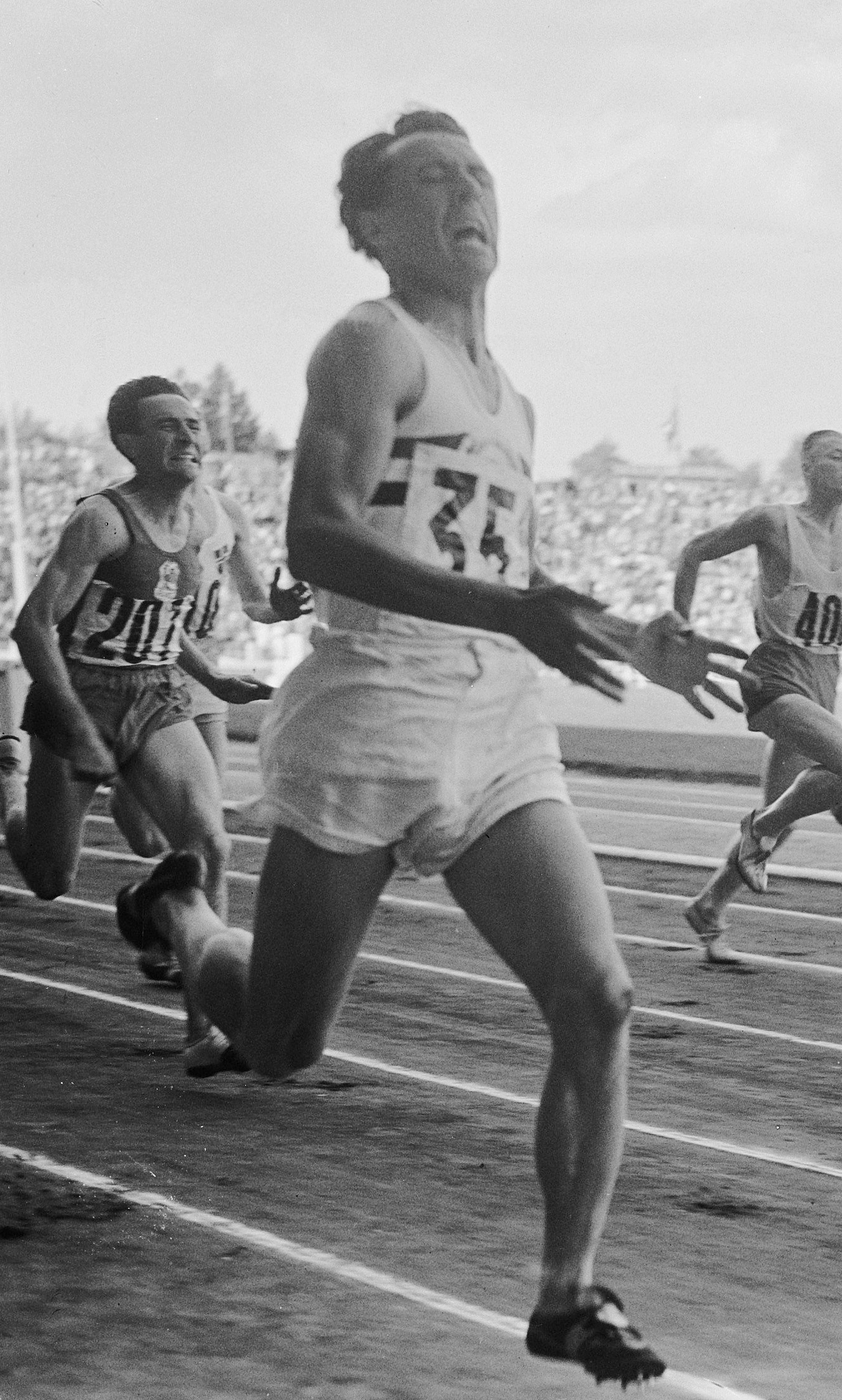
Für Titelverteidiger Brian Shenton (hier bei seinem Erfolg vier Jahre zuvor) reichte es diesmal zu Rang vier
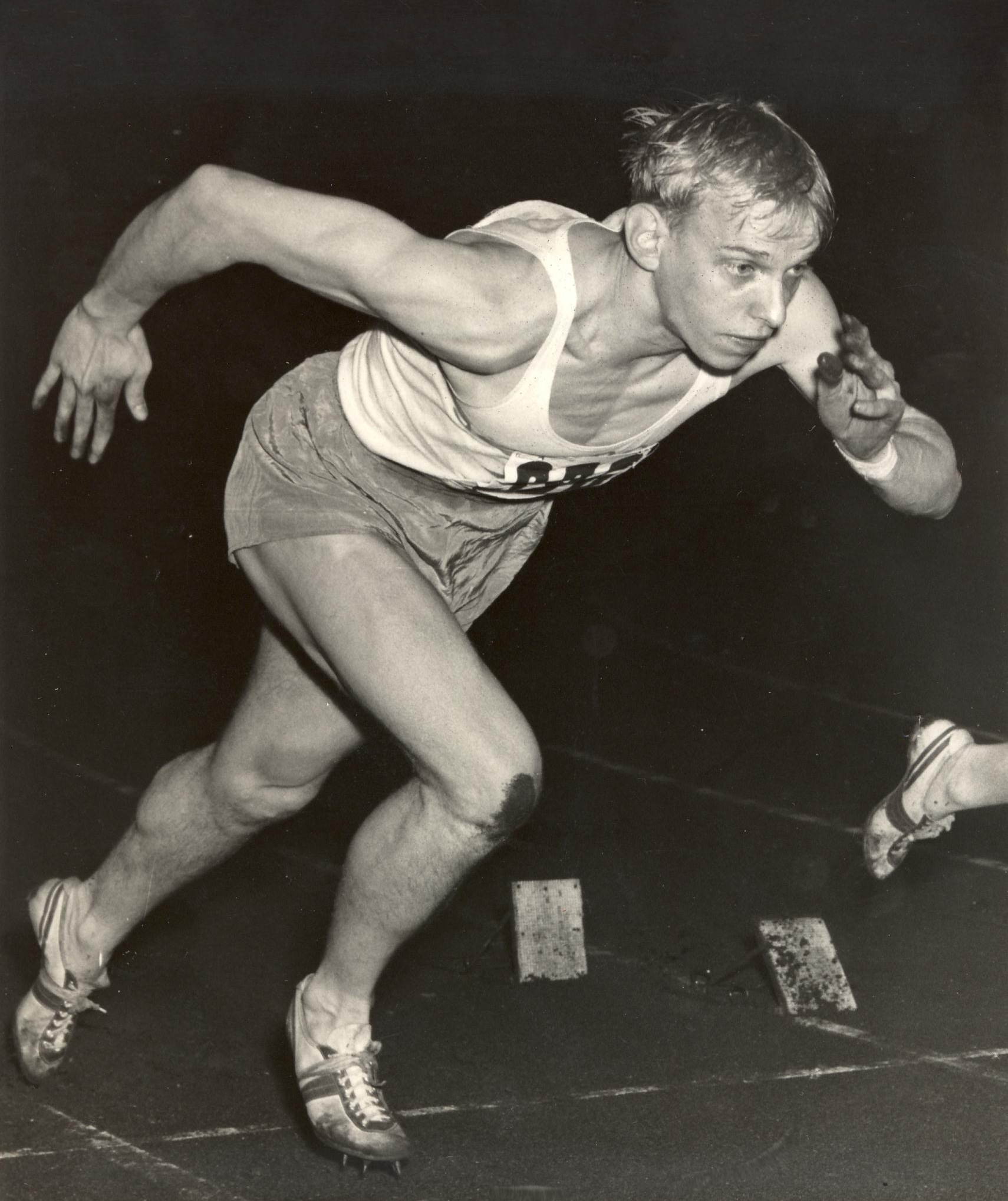
Jan Carlsson – im Vorlauf mit Landesrekord – wurde Fünfter

29. August 1954, 15:30 Uhr
| Platz | Name              | Nation           | Zeit (s) |
| ----- | ----------------- | ---------------- | -------- |
| 1     | Heinz Fütterer    | BR Deutschland   | 20,9 ER  |
| 2     | Ardalion Ignatiew | Sowjetunion      | 21,1     |
| 3     | George Ellis      | Großbritannien   | 21,2     |
| 4     | Brian Shenton     | Großbritannien   | 21,3     |
| 5     | Jan Carlsson      | Schweden         | 21,5     |
| 6     | Václav Janeček    | Tschechoslowakei | 21,9     |

## Video
- Interview mit Heinz Fütterer - Aktuelles Sportstudio 80er, youtube.com, abgerufen am 30. Juni 2022